# Гауенский район
Гауенский район (латыш. Gaujenas rajons) — бывший административный район Латвийской ССР. Создан 31 декабря 1949 года, ликвидирован 7 декабря 1956 года, территория передана в Гулбенский, Мадонский, Смилтенский, Цесисский и Эргльский районы. Центр района — Яунпиебалга. На момент ликвидации Гауенский район включал в себя 27 сельсоветов.